# Ananca bicolor
Ananca bicolor är en skalbaggsart som först beskrevs av Leon Fairmaire 1849.  Ananca bicolor ingår i släktet Ananca och familjen blombaggar. Inga underarter finns listade i Catalogue of Life.

## Bildgalleri

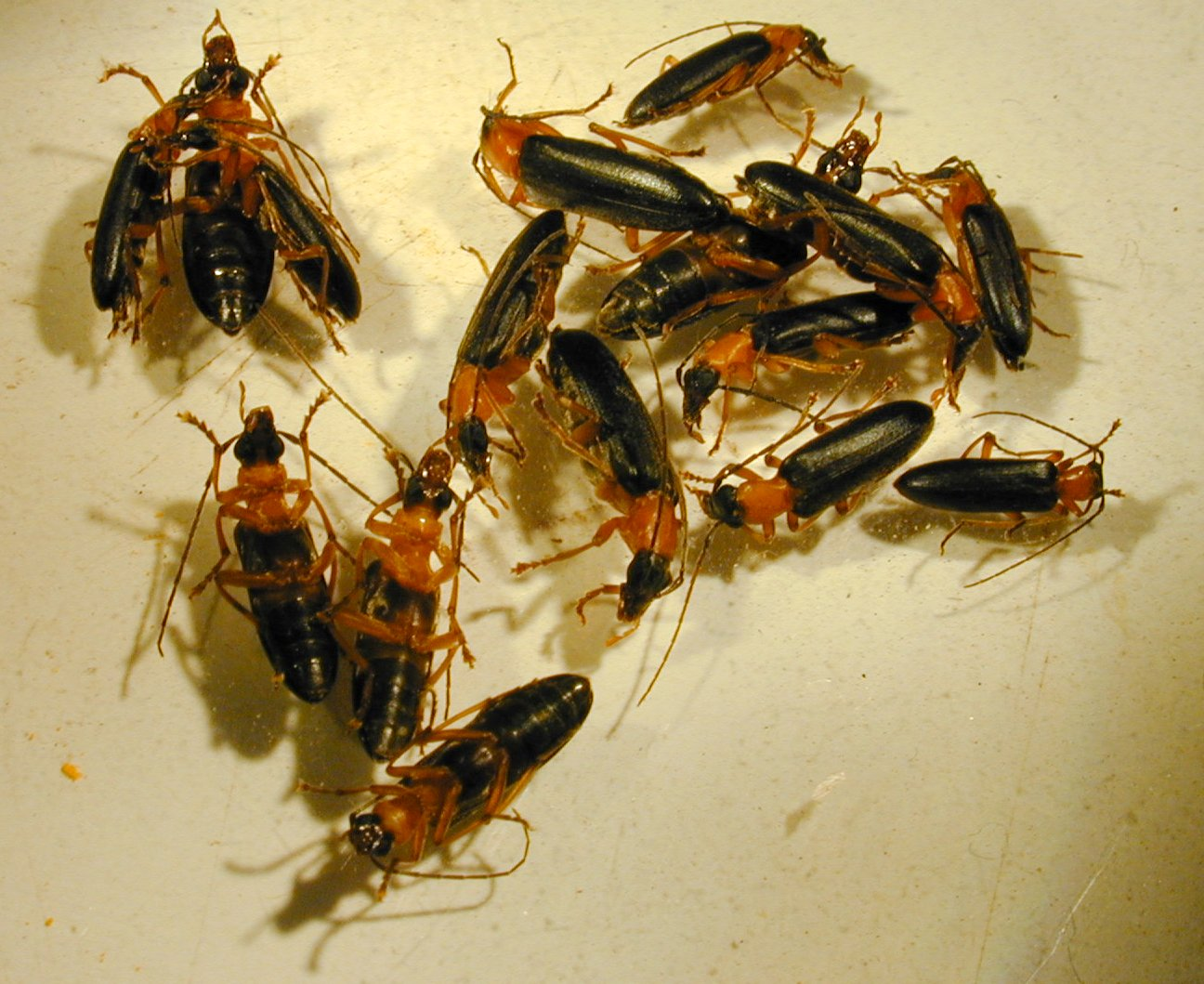
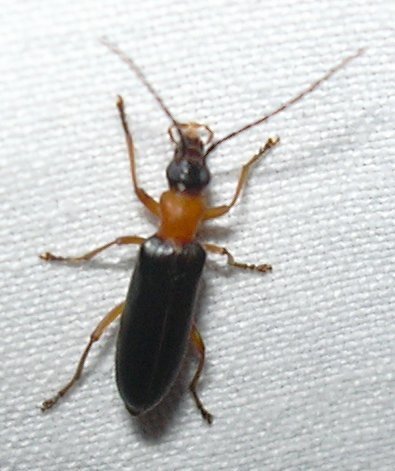